# Kasteel Hulgenrode
Kasteel Hulgenrode is een kasteel in de Antwerpse plaats Wommelgem, gelegen aan de  't Serclaesdreef 34.

## Geschiedenis
In de 16e eeuw werd hier een hoeve vermeld waarvan in 1600 voor het eerst een eigenaar wordt genoemd. Omstreeks 1620 werd hier een kasteel gebouwd in opdracht van Karel van Heetvelden. Dit kasteel werd verbouwd in 1892 en toen werd ook het park aangelegd. In 1914 werd het kasteel door oorlogsgeweld verwoest.
In 1920 werd in opdracht van Martin Mommens een nieuw kasteel gebouwd in neoclassicistische stijl. Het kasteel ging in 1938 dienst doen als kindertehuis.
Het is een groot symmetrisch gebouw van elf traveeën en drie bouwlagen onder plat dak. Het kasteel wordt omringd door een domein van 20 ha, bestaande uit grasvelden en boomgaarden.